# Rešetnica (Goražde, BiH)
Rešetnica su naseljeno mjesto u općini Goraždu, Federacija BiH, BiH. Nakon 1962. pripojeni su joj Kovačići iz Foče.(Sl.list NRBiH, br.47/62). Đakovići su južno. Južno teče rijeka Osanica.

## Stanovništvo
| Narod     | Popis 1961. | Popis 1971. | Popis 1981. | Popis 1991. |
| --------- | ----------- | ----------- | ----------- | ----------- |
| Hrvati    |             |             |             |             |
| Muslimani | 244         | 276         | 209         | 139         |
| Srbi      | 8           |             |             |             |
| ostali    | 1           | 4           |             |             |
| Ukupno    | 253         | 280         | 209         | 139         |